# Miopotonia yongei
Miopotonia yongei är en kräftdjursart som beskrevs av Bruce 1985. Miopotonia yongei ingår i släktet Miopotonia och familjen Palaemonidae. Inga underarter finns listade i Catalogue of Life.